# 16122 Веньїцай
16122 Веньїцай (16122 Wenyicai) — астероїд головного поясу, відкритий 7 грудня 1999 року.
Тіссеранів параметр щодо Юпітера — 3,491.